# Primera División 2013/14
Het seizoen 2013-2014 van de Primera División was het drieëntachtigste seizoen van de hoogste Spaanse voetbalcompetitie. Het seizoen begon op 17 augustus 2013 en eindigde op 18 mei 2014. Aan de competitie namen twintig clubs deel. Een seizoen degradeerden RCD Mallorca, Deportivo de La Coruña en Real Zaragoza rechtstreeks uit de Primera División. Voor die teams kwamen Elche CF, Villarreal CF en UD Almería in de plaats. FC Barcelona was de titelverdediger. Zoals in de voorgaande jaren voorzag Nike de wedstrijden van de officiële wedstrijdbal, het Incyte Liga BBVA-model dat gedurende het seizoen bij alle wedstrijden werd gebruikt.

## Teams
De volgende teams namen deel aan de Primera División tijdens het seizoen 2013/2014.
| Club            | Stad                  | Stadion                       | Capaciteit |
| --------------- | --------------------- | ----------------------------- | ---------- |
| Almería         | Almería               | Estadio del Mediterráneo      | 22.000     |
| Athletic Bilbao | Bilbao                | San Mamés                     | 39.750     |
| Atlético Madrid | Madrid                | Estadio Vicente Calderón      | 54.851     |
| FC Barcelona    | Barcelona             | Camp Nou                      | 99.354     |
| Real Betis      | Sevilla               | Estadio Benito Villamarín     | 55.500     |
| Celta de Vigo   | Vigo                  | Estadio Balaídos              | 31.800     |
| Elche           | Elche                 | Martínez Valero               | 36.017     |
| RCD Espanyol    | Cornellà de Llobregat | Estadi Cornellà-El Prat       | 40.500     |
| Getafe CF       | Getafe                | Coliseum Alfonso Pérez        | 17.700     |
| Granada CF      | Granada               | Estadio Nuevo Los Cármenes    | 16.200     |
| Levante UD      | Valencia              | Estadi Ciutat de València     | 25.534     |
| Málaga CF       | Málaga                | Estadio La Rosaleda           | 28.963     |
| CA Osasuna      | Pamplona              | Reyno de Navarra              | 19.800     |
| Rayo Vallecano  | Madrid                | Estadio Teresa Rivero         | 15.500     |
| Real Madrid CF  | Madrid                | Estadio Santiago Bernabéu     | 85.454     |
| Real Sociedad   | San Sebastián         | Estadio Anoeta                | 32.076     |
| Sevilla FC      | Sevilla               | Estadio Ramón Sánchez Pizjuán | 45.500     |
| Valencia CF     | Valencia              | Estadio Mestalla              | 55.000     |
| Valladolid      | Valladolid            | Nuevo José Zorrilla           | 26.512     |
| Villarreal CF   | Villarreal            | Estadio El Madrigal           | 25.000     |

## Ranglijst

### Stand
| Pos | Club            | Gs | W  | G  | V  | Pnt | Dv  | Dt | Ds  | Od                      |
| --- | --------------- | -- | -- | -- | -- | --- | --- | -- | --- | ----------------------- |
| 1   | Atlético Madrid | 38 | 28 | 6  | 4  | 90  | 77  | 26 | +51 |                         |
| 2   | FC Barcelona    | 38 | 27 | 6  | 5  | 87  | 100 | 33 | +67 |                         |
| 3   | Real Madrid     | 38 | 27 | 6  | 5  | 87  | 104 | 38 | +66 |                         |
| 4   | Athletic Bilbao | 38 | 20 | 10 | 8  | 70  | 66  | 39 | +27 |                         |
| 5   | Sevilla         | 38 | 18 | 9  | 11 | 63  | 69  | 52 | +17 | RSO-SEV 1-1 SEV-RSO 1-0 |
| 6   | Villarreal      | 38 | 17 | 8  | 13 | 59  | 60  | 44 | +16 | RSO-SEV 1-1 SEV-RSO 1-0 |
| 7   | Real Sociedad   | 38 | 16 | 11 | 11 | 59  | 62  | 55 | +7  |                         |
| 8   | Valencia        | 38 | 13 | 10 | 15 | 49  | 51  | 53 | −2  |                         |
| 9   | Celta de Vigo   | 38 | 14 | 7  | 17 | 49  | 49  | 54 | −5  |                         |
| 10  | Levante         | 38 | 12 | 12 | 14 | 48  | 35  | 43 | −8  |                         |
| 11  | Málaga          | 38 | 12 | 9  | 17 | 45  | 39  | 46 | −7  |                         |
| 12  | Rayo Vallecano  | 38 | 13 | 4  | 21 | 43  | 46  | 80 | −34 |                         |
| 13  | Getafe          | 38 | 11 | 9  | 18 | 42  | 35  | 54 | −19 |                         |
| 14  | Espanyol        | 38 | 11 | 9  | 18 | 42  | 41  | 51 | −10 |                         |
| 15  | Granada         | 38 | 12 | 5  | 21 | 41  | 32  | 56 | −24 |                         |
| 16  | Elche           | 38 | 9  | 13 | 16 | 40  | 30  | 50 | −20 |                         |
| 17  | Almería         | 38 | 11 | 7  | 20 | 40  | 43  | 71 | −28 |                         |
| 18  | Osasuna         | 38 | 10 | 9  | 19 | 39  | 32  | 62 | −32 |                         |
| 19  | Real Valladolid | 38 | 7  | 15 | 16 | 36  | 38  | 60 | −22 |                         |
| 20  | Real Betis      | 38 | 6  | 7  | 25 | 25  | 36  | 78 | −42 |                         |

Regels voor de ranking: 1. punten 2. punten onderling

### Legenda
| Kleur | Kwalificatie voor                                     |
| ----- | ----------------------------------------------------- |
|       | Champions League, Groepsfase                          |
|       | Champions League, play-off ronde voor niet-kampioenen |
|       | Europa League, Groepsfase 1                           |
|       | Europa League, play-off ronde 1                       |
|       | Europa League, 3e voorronde 1                         |
|       | Degradatie naar de Segunda División                   |

1 Doordat bekerfinalisten FC Barcelona en Real Madrid zich volgens de huidige ranglijst zouden kwalificeren voor de 
UEFA Champions League gaat het ticket, dat deelname aan de groepsfase van de UEFA Europa League verschaft, dat voor de bekerwinnaar 
is bestemd naar de nummer 5 uit de competitie. Het ticket van de nummer 5 schuift door naar de nummer 6 en het ticket van de nummer 6 naar de nummer 7.

## Statistieken

### Topscorers

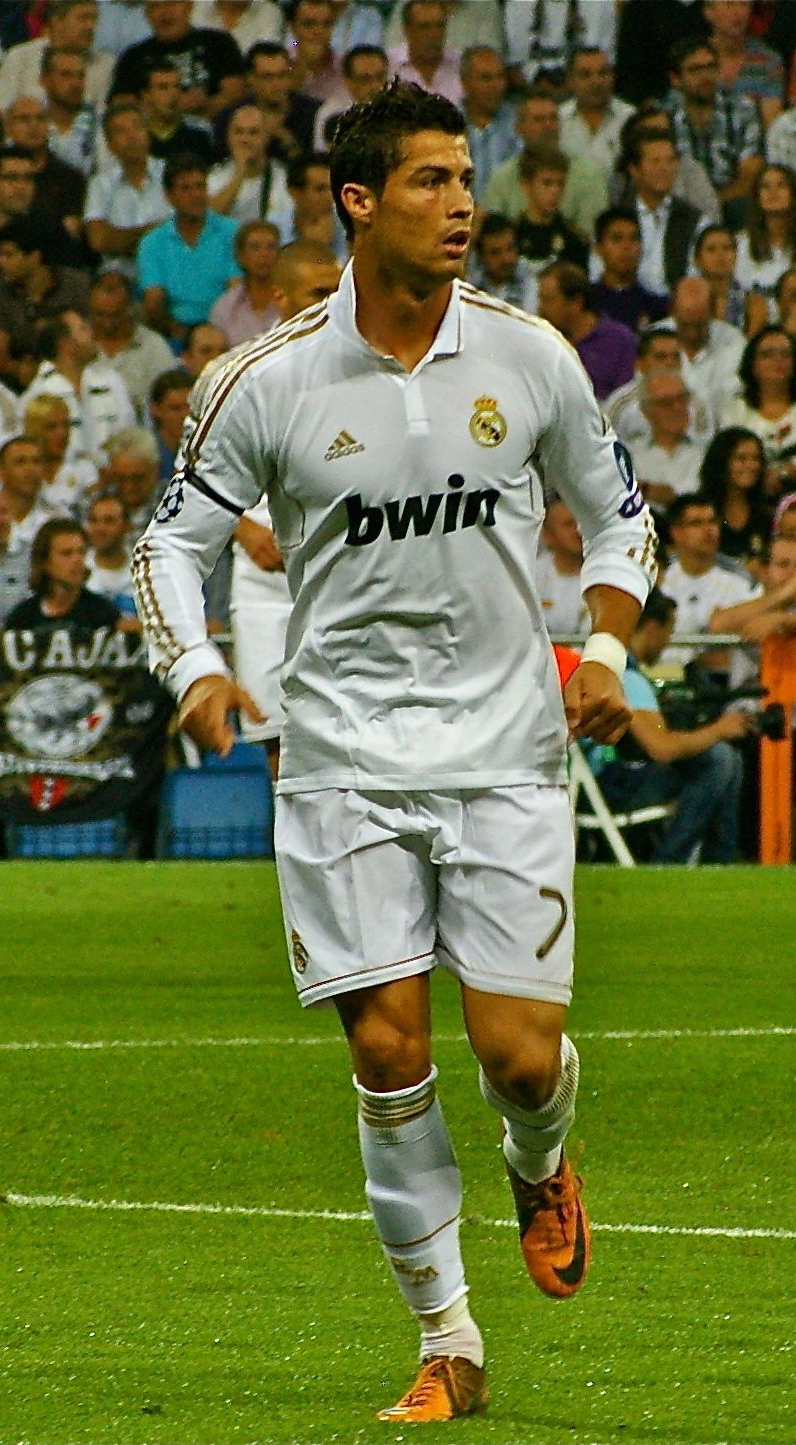
Christiano Ronaldo

| nr | Speler            | Club            | Goals |
| -- | ----------------- | --------------- | ----- |
| 1  | Cristiano Ronaldo | Real Madrid     | 31    |
| 2  | Lionel Messi      | Barcelona       | 28    |
| 3  | Diego Costa       | Atlético Madrid | 27    |
| 4  | Alexis Sanchez    | Barcelona       | 19    |
| 5  | Karim Benzema     | Real Madrid     | 17    |
| 6  | Aritz Aduriz      | Athletic Bilbao | 16    |
| 6  | Carlos Vela       | Real Sociedad   | 16    |
| 6  | Antoine Griezmann | Real Sociedad   | 16    |
| 7  | Gareth Bale       | Real Madrid     | 15    |
| 7  | Javi Guerra       | Real Valladolid | 15    |
| 7  | Kévin Gameiro     | Sevilla         | 15    |
| 7  | Pedro             | Barcelona       | 15    |

### Positieverloop per club
| Club            | 1  | 2  | 3  | 4  | 5  | 6  | 7  | 8  | 9  | 10 | 11 | 12 | 13 | 14 | 15 | 16 | 17 | 18 | 19 | 20 | 21 | 22 | 23 | 24 | 25 | 26 | 27 | 28 | 29 | 30 | 31 | 32 | 34 | 35 | 36 | 37 | 38 |
| --------------- | -- | -- | -- | -- | -- | -- | -- | -- | -- | -- | -- | -- | -- | -- | -- | -- | -- | -- | -- | -- | -- | -- | -- | -- | -- | -- | -- | -- | -- | -- | -- | -- | -- | -- | -- | -- | -- |
| Almería         | 12 | 12 | 14 | 18 | 16 | 17 | 18 | 20 | 20 | 20 | 20 | 19 | 17 | 18 | 19 | 18 | 16 | 14 | 16 | 17 | 15 | 17 | 15 | 16 | 16 | 17 | 18 | 19 | 16 | 16 | 18 | 19 |    |    |    |    |    |
| Athletic Bilbao | 6  | 3  | 5  | 5  | 6  | 5  | 5  | 6  | 6  | 5  | 5  | 5  | 5  | 5  | 4  | 4  | 4  | 4  | 4  | 4  | 4  | 4  | 4  | 4  | 4  | 4  | 4  | 4  | 4  | 4  | 4  | 4  |    |    |    |    |    |
| Atlético Madrid | 3  | 2  | 2  | 1  | 2  | 2  | 2  | 2  | 2  | 2  | 2  | 2  | 2  | 2  | 2  | 2  | 2  | 2  | 2  | 2  | 2  | 1  | 3  | 3  | 3  | 3  | 2  | 2  | 2  | 1  | 1  | 1  |    |    |    |    |    |
| FC Barcelona    | 1  | 1  | 1  | 1  | 1  | 1  | 1  | 1  | 1  | 1  | 1  | 1  | 1  | 1  | 1  | 1  | 1  | 1  | 1  | 1  | 1  | 2  | 1  | 1  | 2  | 2  | 3  | 3  | 3  | 2  | 2  | 2  |    |    |    |    |    |
| Real Betis      | 13 | 17 | 17 | 11 | 12 | 13 | 11 | 13 | 15 | 18 | 18 | 18 | 20 | 20 | 20 | 20 | 20 | 20 | 20 | 20 | 20 | 20 | 20 | 20 | 20 | 20 | 20 | 20 | 20 | 20 | 20 | 20 |    |    |    |    |    |
| Celta de Vigo   | 10 | 8  | 7  | 8  | 8  | 11 | 15 | 16 | 19 | 15 | 17 | 15 | 16 | 16 | 14 | 15 | 15 | 18 | 15 | 16 | 13 | 11 | 11 | 11 | 11 | 11 | 11 | 11 | 12 | 12 | 11 | 12 |    |    |    |    |    |
| Elche           | 19 | 15 | 16 | 16 | 17 | 18 | 17 | 12 | 10 | 12 | 10 | 13 | 13 | 10 | 11 | 14 | 14 | 16 | 17 | 15 | 17 | 15 | 12 | 13 | 14 | 12 | 14 | 13 | 14 | 15 | 15 | 15 |    |    |    |    |    |
| RCD Espanyol    | 10 | 6  | 6  | 6  | 5  | 6  | 7  | 8  | 7  | 8  | 8  | 10 | 12 | 9  | 10 | 12 | 9  | 10 | 12 | 8  | 9  | 10 | 9  | 9  | 10 | 10 | 9  | 9  | 9  | 9  | 9  | 10 |    |    |    |    |    |
| Getafe CF       | 18 | 13 | 19 | 14 | 15 | 9  | 8  | 5  | 5  | 6  | 6  | 6  | 6  | 7  | 7  | 8  | 8  | 9  | 11 | 12 | 12 | 12 | 13 | 15 | 15 | 15 | 16 | 17 | 18 | 18 | 16 | 18 |    |    |    |    |    |
| Granada CF      | 6  | 9  | 9  | 12 | 13 | 15 | 12 | 14 | 16 | 13 | 14 | 11 | 8  | 12 | 12 | 10 | 12 | 13 | 9  | 10 | 11 | 14 | 17 | 12 | 13 | 14 | 12 | 12 | 11 | 11 | 13 | 16 |    |    |    |    |    |
| Levante UD      | 20 | 16 | 10 | 9  | 10 | 10 | 9  | 9  | 9  | 7  | 7  | 8  | 10 | 13 | 13 | 11 | 13 | 12 | 10 | 11 | 8  | 9  | 10 | 10 | 9  | 8  | 10 | 10 | 10 | 10 | 10 | 9  |    |    |    |    |    |
| Málaga CF       | 16 | 19 | 17 | 10 | 11 | 8  | 10 | 10 | 13 | 16 | 15 | 12 | 14 | 14 | 15 | 13 | 10 | 11 | 14 | 14 | 16 | 13 | 16 | 17 | 17 | 16 | 13 | 14 | 13 | 14 | 12 | 11 | 2  |    |    |    |    |
| CA Osasuna      | 13 | 20 | 20 | 20 | 18 | 19 | 19 | 18 | 18 | 19 | 16 | 17 | 19 | 15 | 16 | 17 | 18 | 15 | 13 | 13 | 14 | 16 | 14 | 14 | 12 | 13 | 15 | 15 | 17 | 17 | 19 | 16 |    |    |    |    |    |
| Rayo Vallecano  | 2  | 11 | 13 | 17 | 19 | 20 | 20 | 19 | 14 | 17 | 19 | 20 | 18 | 19 | 17 | 19 | 19 | 19 | 19 | 19 | 19 | 19 | 19 | 19 | 19 | 19 | 19 | 16 | 15 | 13 | 14 | 13 |    |    |    |    |    |
| Real Madrid     | 6  | 4  | 4  | 4  | 3  | 3  | 3  | 3  | 3  | 3  | 3  | 3  | 3  | 3  | 3  | 3  | 3  | 3  | 3  | 3  | 3  | 3  | 2  | 2  | 1  | 1  | 1  | 1  | 1  | 3  | 3  | 3  |    |    |    |    |    |
| Real Sociedad   | 4  | 7  | 8  | 7  | 7  | 12 | 13 | 15 | 12 | 9  | 9  | 7  | 12 | 6  | 6  | 6  | 5  | 5  | 6  | 6  | 6  | 6  | 6  | 6  | 6  | 6  | 6  | 5  | 6  | 6  | 6  | 6  |    |    |    |    |    |
| Sevilla FC      | 17 | 14 | 15 | 19 | 20 | 14 | 14 | 11 | 11 | 10 | 11 | 14 | 11 | 8  | 8  | 7  | 7  | 7  | 7  | 7  | 7  | 7  | 7  | 7  | 7  | 7  | 7  | 7  | 5  | 5  | 5  | 5  |    |    |    |    |    |
| Valencia CF     | 9  | 10 | 12 | 15 | 9  | 7  | 6  | 7  | 8  | 11 | 12 | 9  | 9  | 11 | 9  | 9  | 11 | 8  | 8  | 9  | 10 | 8  | 8  | 8  | 8  | 9  | 8  | 8  | 8  | 8  | 8  | 8  |    |    |    |    |    |
| Real Valladolid | 13 | 17 | 11 | 12 | 14 | 16 | 16 | 17 | 17 | 14 | 13 | 16 | 15 | 17 | 18 | 16 | 17 | 17 | 18 | 18 | 18 | 18 | 18 | 18 | 18 | 18 | 17 | 18 | 19 | 19 | 17 | 17 |    |    |    |    |    |
| Villarreal CF   | 5  | 5  | 3  | 3  | 4  | 4  | 4  | 4  | 4  | 4  | 4  | 4  | 4  | 4  | 5  | 5  | 6  | 6  | 5  | 5  | 5  | 5  | 5  | 5  | 5  | 5  | 5  | 6  | 7  | 7  | 7  | 7  |    |    |    |    |    |

1929 · 1929/30 · 1930/31 · 1931/32 · 1932/33 · 1933/34 · 1934/35 · 1935/36 · 1936/37 · 1937/38 · 1938/39 · 1939/40 · 1940/41 · 1941/42 · 1942/43 · 1943/44 · 1944/45 · 1945/46 · 1946/47 · 1947/48 · 1948/49 · 1949/50 · 1950/51 · 1951/52 · 1952/53 · 1953/54 · 1954/55 · 1955/56 · 1956/57 · 1957/58 · 1958/59 · 1959/60 · 1960/61 · 1961/62 · 1962/63 · 1963/64 · 1964/65 · 1965/66 · 1966/67 · 1967/68 · 1968/69 · 1969/70 · 1970/71 · 1971/72 · 1972/73 · 1973/74 · 1974/75 · 1975/76 · 1976/77 · 1977/78 · 1978/79 · 1979/80 · 1980/81 · 1981/82 · 1982/83 · 1983/84 · 1984/85 · 1985/86 · 1986/87 · 1987/88 · 1988/89 · 1989/90 · 1990/91 · 1991/92 · 1992/93 · 1993/94 · 1994/95 · 1995/96 · 1996/97 · 1997/98 · 1998/99 · 1999/00 · 2000/01 · 2001/02 · 2002/03 · 2003/04 · 2004/05 · 2005/06 · 2006/07 · 2007/08 · 2008/09 · 2009/10 · 2010/11 · 2011/12 · 2012/13 · 2013/14 · 2014/15 · 2015/16 · 2016/17 · 2017/18 · 2018/19 · 2019/20 · 2020/21 · 2021/22 · 2022/23 · 2023/24 · 
2024/25

Europa: Champions League · Cup Winners Cup · UEFA Cup · UEFA Super Cup
Nationale competities:
Albanië · Andorra · Armenië · België · Bosnië en Herzegovina · Bulgarije · Cyprus · Denemarken · Duitsland · Engeland · Estland ('13 '14) · Faeröer ('13 '14) · Finland ('13 '14) · Frankrijk · Gibraltar · Griekenland · Hongarije · IJsland ('13 '14) · Ierland ('13 '14) · Israël · Italië · Kazachstan ('13 '14) · Kroatië · Letland ('13 '14) · Litouwen ('13 '14) · Luxemburg · Macedonië · Malta · Moldavië · Montenegro · Nederland · Noord-Ierland · Noorwegen ('13 '14) · Oekraïne · Oostenrijk · Polen · Portugal · Roemenië · Rusland · San Marino · Schotland · Servië · Slovenië · Slowakije · Spanje · Tsjechië · Turkije · Wales · Zweden · Zwitserland
Europese competities: Super Cup 2014 · Champions League · Europa League